# Саган, Петер
Петер Саган (словац. Peter Sagan; род. 26 января 1990, Жилина, Среднесловацкий край) — словацкий шоссейный велогонщик, велокроссмен и маунтинбайкер. Трёхкратный чемпион мира в групповой гонке и единственный велогонщик в истории, ставший мировым чемпионом три раза подряд. Чемпион Европы 2016 года в групповой гонке. Победитель 14 этапов на гранд-турах. Многократный чемпион Словакии. В 2013, 2015, 2017 годах признавался спортсменом года в Словакии. Считается одним из самых талантливых велогонщиков современности. Рекордсмен по количеству выигранных зелёных маек Тур де Франс — 7

## Карьера
Петер был младшим ребёнком, в семье ещё двое сыновей и дочь. Петер воспитывался старшей сестрой, так как его родители большую часть дня посвящали содержанию маленького продуктового магазина. Их средний сын, Юрай, брат Петера, также стал велогонщиком, и выступает за ту же команду. Петер начал заниматься велоспортом в 9 лет в родной Жилине. Сагана заметили благодаря интересному стилю: теннисной обуви и футболке. Он также привлёк много внимания, появившись на Чемпионате Словакии с велосипедом сестры. Тогда Петер по ошибке продал свой велосипед, а запасной спонсорский велосипед вовремя получить не удалось. Ту гонку он выиграл, несмотря на то, что был на обычном непрофессиональном велосипеде с плохими тормозами и набором передач.
Успешно выступая как на шоссе, так и на пересечённой местности, в 2008 году он стал чемпионом мира среди юниоров по кросс-кантри.
В 2010 году Саган получил профессиональную лицензию и подписал двухлетний контракт с «Liquigas-Cannondale», который в апреле был продлён ещё на год. В январе словак стартовал на Туре Даун Андер, где на втором этапе очень неудачно упал. Но и с 17 наложенными швами он дважды финишировал в первой пятёрке на оставшихся этапах. 10 марта Саган выиграл свою первую гонку, 3-й этап Париж — Ницца. А победа на 5-м этапе позволила ему выиграть спринтерскую классификацию. На Туре Романдии Саган выиграл один этап, и ещё дважды финишировал вторым. В мае он выиграл два спринтерских финиша на Туре Калифорнии, где снова первенствовал в зачёте по очкам. По ходу сезона Саган ещё не раз финишировал в первой десятке престижных гонок, включая второе место на Гран-при Монреаля. Эти достижения сделали его главным открытием сезона.
В 2011 году словак также одержал ряд побед на этапах многодневок, две из которых ему удалось выиграть: Тур Польши и Джиро ди Сардиния. В сентябре Саган дебютировал в гранд-туре, стартовав на Вуэльте, и выиграл сразу 3 этапа — больше, чем кто-либо другой.
Ранней весной 2012 года он выиграл несколько этапов многодневок и попал в пятёрку лучших на Милан — Сан-Ремо и Туре Фландрии. На Тур де Франс 2012 из первых 7 этапах Саган выиграл 3. Больше побед на Туре он не одержал, но запаса первой недели и финишей на высоких позициях поздних равнинных этапов Сагану хватило для завоевания зелёной майки.

## Достижения
2006
7-й Чемпионат Европы по велокроссу (среди юниоров)
2-й Azencross (юниоры)
2007
22-й Этап 9 Кубка мира по велокроссу (среди юниоров)
1-й Чемпионат Словакии по велокроссу (среди юниоров)
22-й Этап 10 Кубка мира по велокроссу (среди юниоров)
1-й GP Ayuntamiento de Ispáster (юниоры)
10-й Чемпионат мира по велокроссу (среди юниоров)
2008
2-й Париж — Рубе U19
2009
1-й Гран-при Кооператива
2-й Пути короля Николы
3-й Гран-при Бока
4-й Тур Мазовии
1-й  Очковая классификация
1-й  Молодёжная классификация
1-й Этапы 2 & 5
2010
1-й  Париж — Ницца
1-й  Очковая классификация
1-й Этапы 3 & 5
1-й Этап 1 Тур Романдии
2-й Гран-при Монреаля
2-й Чемпионат Филадельфии
2-й Джиро дель Венето
7-й Гран-при Плуэ
8-й Тур Калифорнии
1-й  Очковая классификация
1-й Этапы 5 & 6
2011
1-й  Чемпионат Словакии в групповой гонке
1-й Гран-при Прато
1-й  Тура Польши
1-й  Очковая классификация
1-й Этапы 4 & 5
1-й  Джиро ди Сардиния
1-й  Очковая классификация
1-й Этапы 1, 3 & 4
Тур Швейцарии
1-й  Очковая классификация
1-й Этапы 3 & 8
Тур Калифорнии
1-й  Очковая классификация
1-й Этап 5
1-й Этапы 6, 12 & 21 Вуэльта Испании
2-й Чемпионат Филадельфии
2012
1-й  Чемпионат Словакии в групповой гонке
Тур де Франс
1-й  Очковая классификация
1-й Этапы 1, 3 & 6
 Бойцовская премия (Этап 14)
Тур Швейцарии
1-й  Очковая классификация
1-й Этапы 1 (ИГ), 3, 4 & 6
Тур Калифорнии
1-й  Очковая классификация
1-й Этапы 1, 2, 3, 4 & 8
Тур Омана
1-й  Очковая классификация
1-й Этап 2
1-й Этап 4 Тиррено — Адриатико
1-й Этап 1 Три дня Де-Панне
2-й Гент — Вевельгем
2-й Dutch Food Valley Classic
3-й Амстел Голд Рейс
4-й Милан — Сан-Ремо
5-й Тур Фландрии
2013
1-й  Чемпионат Словакии в групповой гонке
1-й Гент — Вевельгем
1-й Гран-при Монреаля
1-й Брабантсе Пейл
1-й Гран-при Камайоре
2-й Критериум Сайтамы
1-й  Молодёжная классификация
Тур де Франс
1-й  Очковая классификация
1-й Этап 7
Тур Швейцарии
1-й  Очковая классификация
1-й Этапы 3 & 8
Про Челлендж США
1-й  Очковая классификация
1-й Этапы 1, 3, 6 & 7
Тур Калифорнии
1-й  Очковая классификация
1-й Этапы 3 & 8
Тур Альберты
1-й  Очковая классификация
1-й Пролог, Этапы 1 & 5
1-й Этапы 3 & 6 Тиррено — Адриатико
1-й Этапы 2 & 3 Тур Омана
1-й Этап 1 Три дня Де-Панне
2-й Милан — Сан-Ремо
2-й Тур Фландрии
2-й E3 Харелбеке
2-й Страде Бьянке
10-й Гран-при Квебека
2014
1-й  Чемпионат Словакии в групповой гонке
1-й E3 Харелбеке
Тур де Франс
1-й  Очковая классификация
Тиррено — Адриатико
1-й  Очковая классификация
1-й Этап 3
Тур Швейцарии
1-й  Очковая классификация
1-й Этап 3
Тур Калифорнии
1-й  Очковая классификация
1-й Этап 7
1-й Этап 4 Тур Омана
1-й Этап 1 Три дня Де-Панне
2-й Критериум Сайтамы
1-й  Молодёжная классификация
2-й Страде Бьянке
3-й Гент — Вевельгем
6-й Париж — Рубе
10-й Милан — Сан-Ремо
2015
1-й  Чемпионат мира в групповой гонке
Чемпионат Словакии
1-й  Индивидуальная гонка
1-й  Групповая гонка
1-й  Тур Калифорнии
1-й Этапы 4 & 6 (ИГ)
Тур де Франс
1-й  Очковая классификация
 Бойцовская премия (Этапы 15 & 16)
Тур Швейцарии
1-й  Очковая классификация
1-й Этапы 2 & 5
Тиррено — Адриатико
1-й  Очковая классификация
1-й Этап 6
1-й Этап 3 Вуэльта Испании
6-й Тур Катара
1-й  Молодёжная классификация
4-й Милан — Сан-Ремо
4-й Тур Фландрии
10-й Гент — Вевельгем
2016
1-й Мировой тур UCI
1-й  Чемпионат мира в групповой гонке
Чемпионат Европы
1-й  Групповая гонка
1-й Тур Фландрии
1-й Гент — Вевельгем
1-й Гран-при Квебека
1-й Критериум Сайтамы
Тур де Франс
1-й  Очковая классификация
1-й Этапы 2, 11 & 16
Тур Калифорнии
1-й  Очковая классификация
1-й Этапы 1 & 4
Тур Швейцарии
1-й Этапы 2 & 3
2-й  Чемпионат Словакии в групповой гонке
2-й E3 Харелбеке
2-й Гран-при Монреаля
2-й Омлоп Хет Ниувсблад
2-й Тиррено — Адриатико
1-й  Очковая классификация
3-й Энеко Тур
1-й  Очковая классификация
1-й Этапы 3 & 4
4-й Страде Бьянке
7-й Кюрне — Брюссель — Кюрне
2017
1-й  Чемпионат мира в групповой гонке
1-й Гран-при Квебека
1-й Кюрне — Брюссель — Кюрне
Тиррено — Адриатико
1-й  Очковая классификация
1-й Этапы 3 & 5
Тур Швейцарии
1-й  Очковая классификация
1-й Этапы 5 & 8
Тур Польши
1-й  Очковая классификация
1-й Этап 1
Тур Калифорнии
1-й  Очковая классификация
1-й Этап 1
1-й Этап 3 Тур де Франс
2-й Милан — Сан-Ремо
2-й Омлоп Хет Ниувсблад
2-й  Чемпионат Словакии в групповой гонке
3-й Гент — Вевельгем
7-й БинкБанк Тур
1-й  Очковая классификация
1-й Этапы 1 & 3
9-й Гран-при Монреаля
2018
Тур Даун Андер
1-й  Очковая классификация
1-й Этап 4
1-й Париж — Рубе
1-й Гент — Вевельгем
1-й Пипл'с Чойс Классик
6-й Милан — Сан-Ремо
6-й Тур Фландрии
8-й Страде Бьянке
Тур де Франс
1-й Этапы 2, 5 & 13
2019
1-й Этап 3 Тур Даун Андер
2022
Тур Швейцарии
1-й Этап 3
1-й  Чемпионат Словакии в групповой гонке

## Статистика выступлений

### Чемпионаты (групповая гонка)
| Год                 | 2010           | 2011           | 2012          | 2013           | 2014           | 2015           | 2016 | 2017           | 2018           | 2022 |
| ------------------- | -------------- | -------------- | ------------- | -------------- | -------------- | -------------- | ---- | -------------- | -------------- | ---- |
| Чемпионаты мира     | НФ             | 12             | 14            | 6              | 43             | 1              | 1    | 1              | НФ             | 7    |
| Чемпионаты Европы   | не участвовал  | не участвовал  | не участвовал | не участвовал  | не участвовал  | не участвовал  | 1    | —              | НФ             |      |
| Чемпионаты Словакии | —              | 1              | 1             | 1              | 1              | 1              | 2    | 2              | 1              |      |
| Олимпийcкие игры    | не проводились | не проводились | 34            | не проводились | не проводились | не проводились | -    | не проводились | не проводились |      |

### Гранд-туры
|                       | 2011 | 2012 | 2013 | 2014  | 2015 | 2016 | 2017 | 2018 | 2019 | 2022 |
| Джиро д’Италия        | НС   | НС   | НС   | НС    | НС   | НС   | НС   | НС   | НС   |      |
| Выигранные этапы      | —    | —    | —    | —     | —    | —    | —    | —    | —    |      |
| Очковая классификация | —    | —    | —    | —     | —    | —    | —    | —    | —    |      |
| Тур де Франс          | НС   | 42   | 82   | 60    | 46   | 95   | НФ-4 | 71   | -    | 115  |
| Выигранные этапы      | —    | 3    | 1    | 0     | 0    | 3    | 1    | 3    | 1    | 0    |
| Очковая классификация | —    | 1    | 1    | 1     | 1    | 1    | НФ-4 | 1    | 1    | 9    |
| Вуэльта Испании       | 121  | НС   | НС   | НФ-14 | НС-9 | НС   | —    | 119  | -    |      |
| Выигранные этапы      | 3    | —    | —    | 0     | 1    | —    | —    | —    | —    |      |
| Очковая классификация | 4    | —    | —    | —     | —    | —    | —    | 2    | -    |      |

НС — не стартовал, НФ-х — сошёл на этапе номер «х»